# Dumbrăvița (okręg Botoszany)
Dumbrăvița – wieś w Rumunii, w okręgu Botoszany, w gminie Ibănești. W 2011 roku liczyła 1813 mieszkańców.